# Ralf Michalowsky

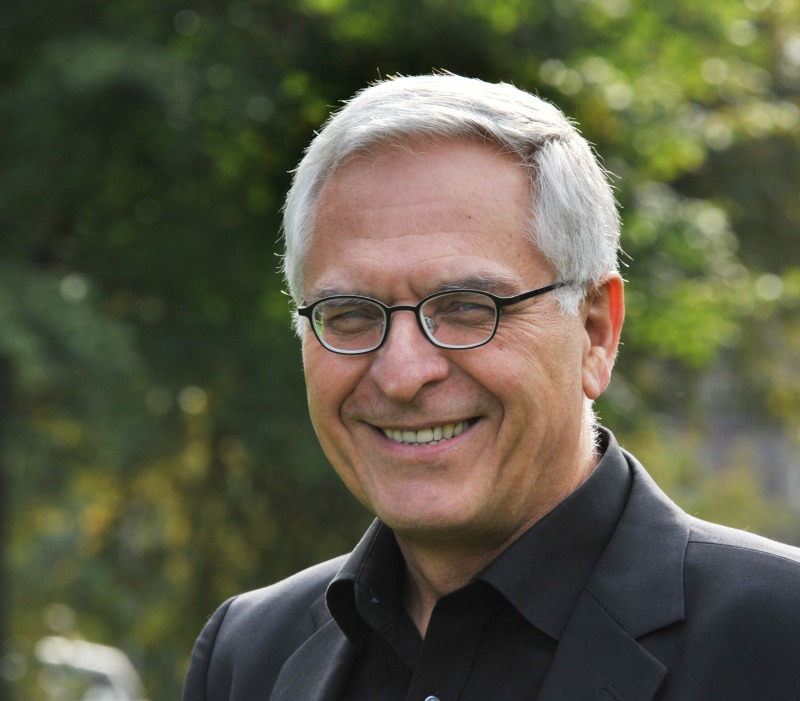
Ralf Michalowsky, Sept. 2013

Ralf Michalowsky (* 3. April 1950 in Gladbeck) ist ein deutscher Politiker und war von Juni 2014 bis Juni 2016 gemeinsam mit Özlem Demirel Landessprecher von DIE LINKE. NRW. Von 2007 bis 2010 war er auch im Landesvorstand der Linken in Nordrhein-Westfalen vertreten, von 2010 bis 2012 war er Landtagsabgeordneter.

## Ausbildung und Beruf
Ralf Michalowsky absolvierte nach der Volksschule eine Ausbildung als Einzelhandelskaufmann und arbeitete einige Jahre in dem Beruf. Über die Fachoberschule kam er zum Studium der Wirtschaftswissenschaften und Soziologie und beendete 1977 sein Studium an der Universität Essen als Diplom-Ökonom. Seit 1978 arbeitete er als Fachbereichsleiter an der Volkshochschule in Gladbeck.

## Politik
Seit seinem 17. Lebensjahr ist Ralf Michalowsky politisch tätig. Über die Friedensbewegung, die politische Ausländerarbeit, die Zivildienstbewegung kam er zur Politik. Von 1970 bis 1994 war er Mitglied der SPD und für diese Partei von 1976 bis 1978 auch Mitglied im Rat der Stadt Gladbeck. Von 1994 bis 2000 war er Mitglied von Bündnis 90/Die Grünen. In dieser Partei war er von 1995 bis 2000 Stadtverbandssprecher und 1995 Landtagskandidat im Wahlkreis.
Seit 1972 ist Ralf Michalowsky Gewerkschaftsmitglied. Er gehört der GEW und ÖTV und später ver.di an. Seit 2001 ist er auch Attac-Mitglied.
2004 war er Gründungsmitglied der WASG. Für diese Partei war er im Landtagswahlkampf 2005 Direktkandidat im Landtagswahlkreis Recklinghausen III und auf Platz 8 der Landesliste. 2005 wurde er Mitglied im Landesvorstand der WASG in Nordrhein-Westfalen. Zwischen Mai 2007 und Oktober 2007 war er als Pressesprecher Mitglied im Übergangsvorstand von Die Linke in Nordrhein-Westfalen, in der die WASG aufgegangen war. Von Oktober 2008 bis Juli 2010 war er stellvertretender Landessprecher und Pressesprecher der Linken in Nordrhein-Westfalen.
Bei der Landtagswahl in Nordrhein-Westfalen 2010 wurde er über die Landesliste in den Landtag gewählt. Vom Mai 2010 bis zum Juni 2011 war er Parlamentarischer Geschäftsführer der Landtagsfraktion der Linken. Er gehörte dem Haupt- und Medienausschuss, dem Sportausschuss, dem Kulturausschuss und seit Juni 2011 dem Innenausschuss an. Von November 2010 bis März 2011 vertrat er DIE LINKE im WDR-Rundfunkrat. Sueddeutsche.de schrieb am 14. Mai 2010, Michalowsky gehöre zur sozialistischen Linken in der Fraktion.
Von 2014 bis 2019 gehörte Michalowsky für Die Linke dem Kreistag des Kreises Recklinghausen an und war deren Fraktionsvorsitzender. Von 2014 bis 2016 war er, zusammen mit Özlem Alev Demirel, Landessprecher der Linken in Nordrhein-Westfalen.
Michalowskys Auftritte und Äußerungen zum Gaza-Konflikt 2014 wurden auch von Parteifunktionären der Linken kritisiert.